# Уничтожение RB-47 над Баренцевым морем
Уничтожение RB-47 над Баренцевым морем — событие с разведывательным самолётом ERB-47H Stratojet ВВС США, произошедшее 1 июля 1960 года.
Американский самолёт-разведчик ERB-47H Stratojet с регистрационным номером 53-4281 из 38-й стратегической разведывательной эскадрильи ВВС США был сбит советским лётчиком В. А. Поляковым на самолёте МиГ-19 в районе Баренцева моря недалеко от Кольского полуострова (к северу от мыса Святой Нос). В результате инцидента четыре человека из экипажа американского самолёта погибли, ещё два были спасены советской стороной и позднее освобождены. Власти США заявляли, что самолёт не заходил в советское воздушное пространство.
Инцидент послужил причиной серьёзного дипломатического конфликта между СССР и США и вновь (спустя два месяца после инцидента с U-2) дал основания для опасений относительно нового витка гонки вооружений.
В связи с инаугурацией нового Президента США Джона Кеннеди, состоявшейся 20 января 1961 года, Первый секретарь ЦК КПСС Никита Хрущёв направил ему поздравительное послание, в котором объявил о том, что советское руководство «готово к развитию самых дружественных отношений между советским и американским народами» и подчеркнул свою убеждённость в том, что «не существует непреодолимых препятствий к сохранению и укреплению мира». На следующий день по его распоряжению оба задержанных американских лётчика — капитаны ВВС США Джон Маккоун и Фримэн Опмстед — были освобождены в качестве жеста доброй воли и сигнала готовности советского руководства к конструктивным переговорам с американской стороной.
В 1992 году США признали, что на борту сбитого самолёта имелось специальное электронное оборудование и что самолёт осуществлял радиолокационную разведку. По данным, имеющимся у американской стороны, тело одного из погибших летчиков — майора Юджина Посы — скорее всего похоронено на кладбище недалеко от Североморска. В случае подтверждения этого предположения российская сторона выразила готовность эксгумировать останки и вернуть их на родину погибшего пилота. Несмотря на активные поиски, захоронение так и не было обнаружено.